# Setra S 300 NC
De Setra S 300 NC of Setra S 300 N is een bustype van de Duitse busfabrikant Kässboher Setra.

## Beschrijving
De bus heeft is van Setra de eerste bus met een verlaagde vloer. Daarop ontwikkelde Setra de S 300 N en bracht die in 1989 op de markt. In 1990 werd de naam gewijzigd in S 300 NC. Vanwege aanhoudende technische problemen met het model werd het na 4 jaar vervangen door de S 315 NF.
De NC staat voor Niederflur City, wat lage vloer stad betekent. De S 300 NC is ook speciaal ontwikkeld om dienst te doen op de stadsdiensten.

## Inzet
Dit model kwam niet voor in Nederland, maar wel bij onder enkele Duitse, Franse en Italiaanse stedelijke openbaarvervoerbedrijven.
| Land      | Bedrijf        | Serie     | Aantal | Inzet              | Opmerking |
| --------- | -------------- | --------- | ------ | ------------------ | --------- |
| Frankrijk | Fil Bleu       | 602       | 1      | ??                 |           |
| Frankrijk | Ilévia         | 3001–3020 | 20     | Stadsdienst Rijsel |           |
| Duitsland | EVAG           | 335x–336x | 20     | Stadsdienst Essen  |           |
| Duitsland | Stadtwerke Ulm | ?         | ?      | Stadsdienst Ulm    |           |

## Verwante bustypen van Kässbohrer

### Hoge vloer
- Setra S 313 UL - 10 meteruitvoering (2 assen)
- Setra S 315 UL - 12 meteruitvoering (2 assen)
- Setra S 316 UL - 13 meteruitvoering (2 assen)
- Setra S 317 UL - 14 meteruitvoering (3 assen)
- Setra S 319 UL - 15 meteruitvoering (3 assen)

De UL in de benaming staat voor Überlandbus, wat weer streekbus betekent. 

### Lage vloer
- Setra S 315 NF - 12 meteruitvoering (2 assen)
- Setra S 319 NF - 13 meteruitvoering (2 assen)

De NL in de benaming staat voor niederflur, wat weer lagevloerbus betekent.

### Andere modellen
- Setra S 315 H - 12 meter semitour-uitvoering (2 assen)
- Setra SG 321 UL - 18 meter gelede-uitvoering (3 assen)